# Pristaulacus galitae
Pristaulacus galitae is een vliesvleugelig insect uit de familie van de Aulacidae. De wetenschappelijke naam van de soort is voor het eerst geldig gepubliceerd in 1879 door Gribodo.